# Pfarrkirche Rauris

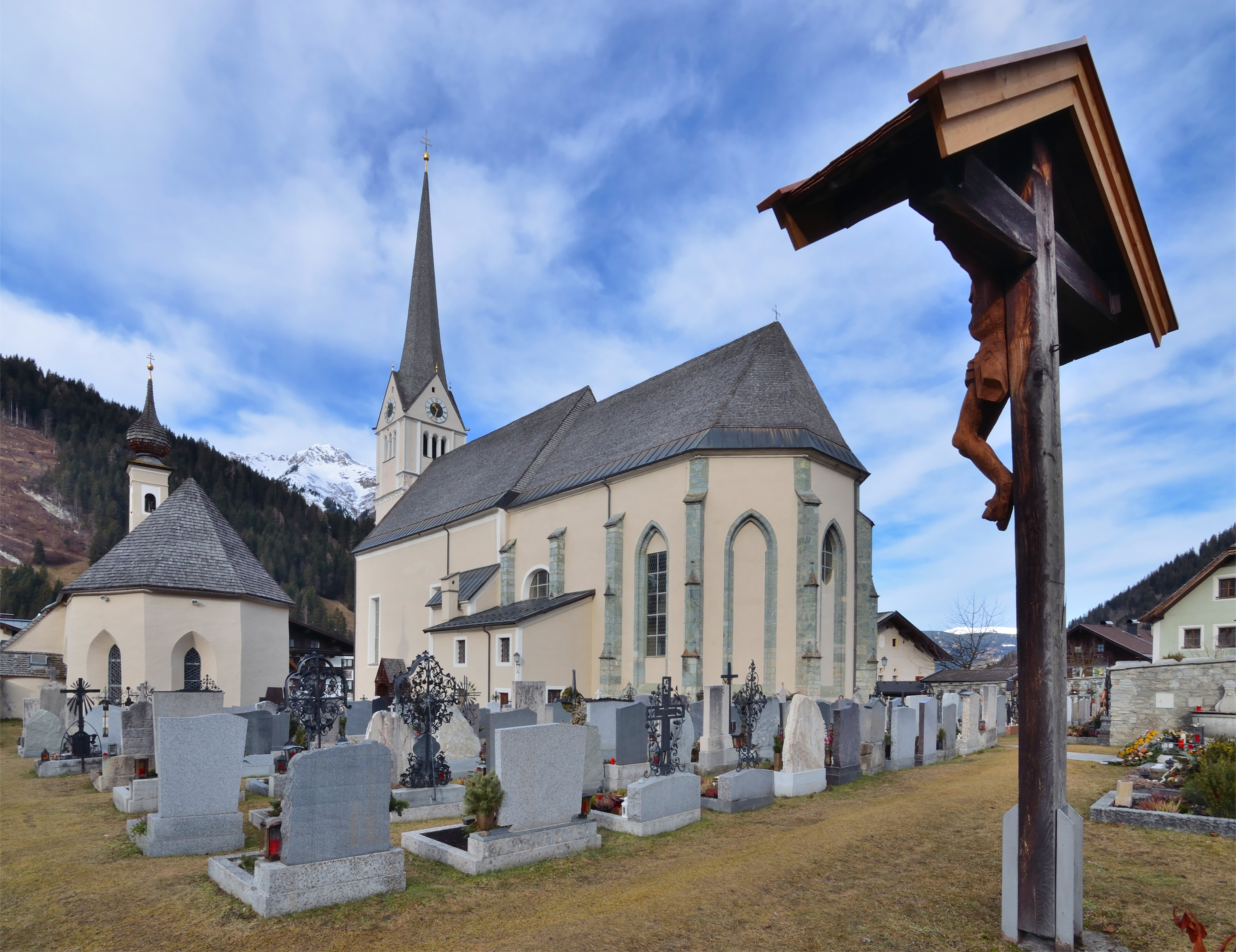
Katholische Pfarrkirche Hll. Jakob und Martin in Rauris

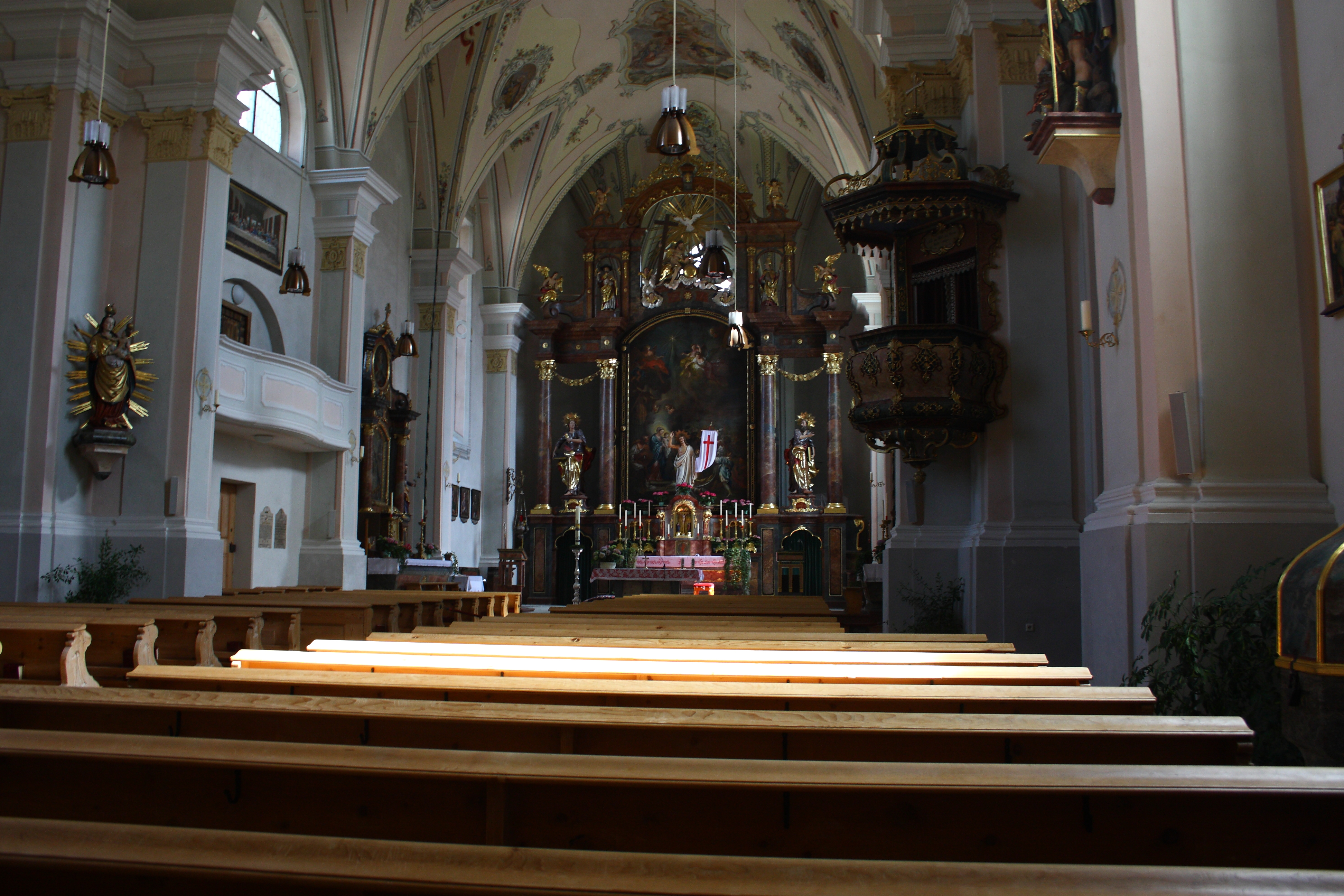
Langhaus, Blick zum Chor

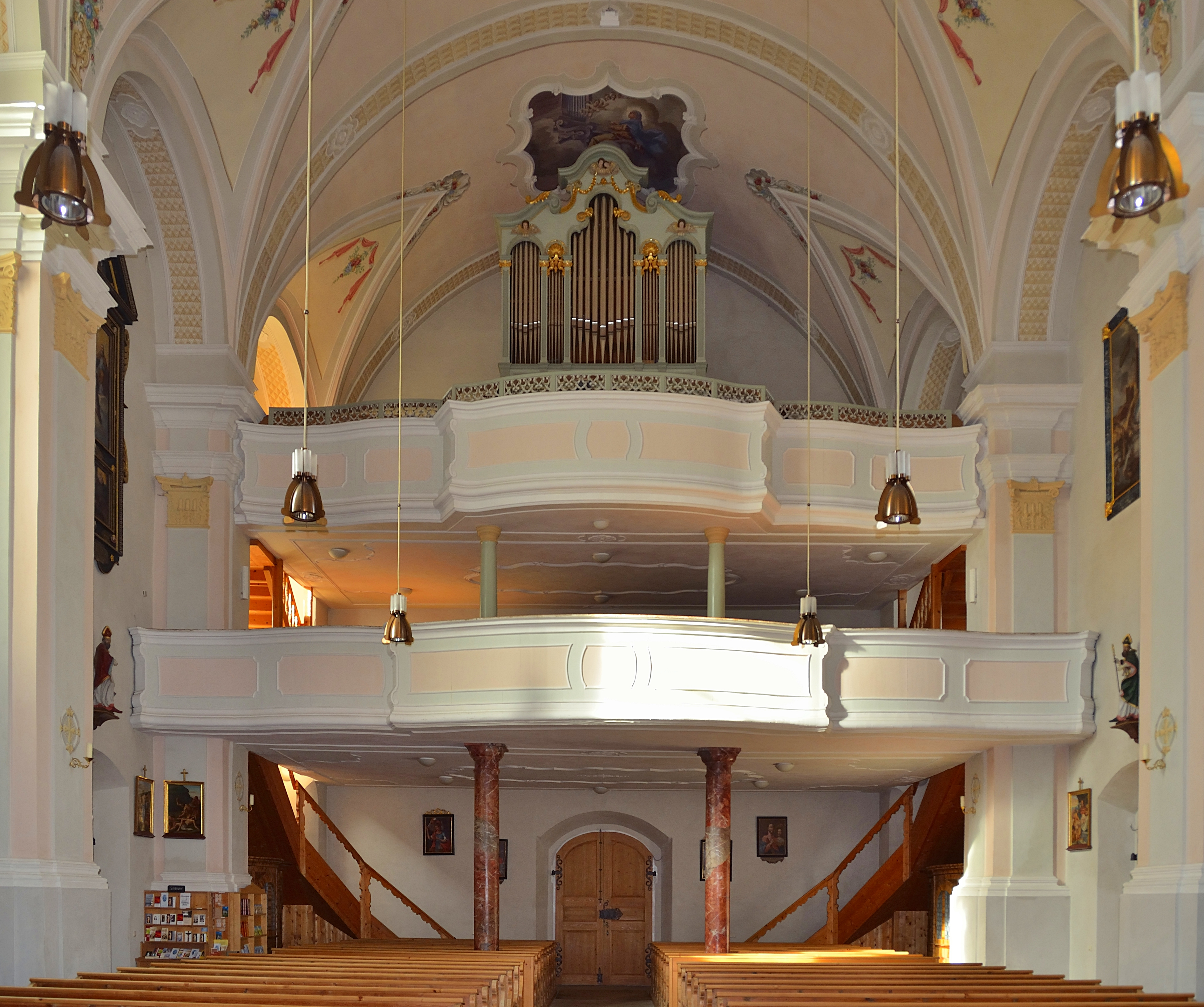
Langhaus, Blick zur Empore

Die römisch-katholische Pfarrkirche Rauris steht in der Ortsmitte der Marktgemeinde Rauris im Bezirk Zell am See im Land Salzburg. Die dem Patrozinium der Heiligen Jakobus der Ältere und Martin von Tours unterstellte Pfarrkirche gehört zum Dekanat Taxenbach in der Erzdiözese Salzburg. Die Kirche steht unter Denkmalschutz (Listeneintrag).

## Geschichte
Urkundlich wurde 1354 eine Kirche genannt. 1411 war eine Kirchweihe. Der Neubau des Chores durch Baumeister Peter Intzinger 1510 wurde 1516 geweiht. Von 1774 bis 1780 erfolgte der Umbau des Langhauses durch den Baumeister Thomas Mayr nach einem Entwurf des Architekten Johann Rathgeb. 1942 wurde die Kirche restauriert.
Die Pfarre wurde 1858 gegründet.

## Architektur
Der gotische Kirchenbau mit einem barockisierten Langhaus ist von einem Friedhof umgeben.
Das Kirchenäußere zeigt ein einfaches Langhaus, im Süden befindet sich ein Abgang zu einer Gruft, der einspringende gotische Chor hat einen umlaufenden Sockel, dreifach gestufte Strebepfeiler, die zweite Stufe übereck gestellt und von Pyramiden mit Kugeln flankiert, der Chor hat spätgotische spitzbogige gekehlte Fenster, im Süden des Chores steht ein zweigeschoßiger Sakristeianbau. Im Westen steht ein fünfgeschoßiger gotischer Turm mit einem Kranzgesims mit Maßwerk im vierten Geschoß, das fünfte Geschoß hat Triforenfenster, der Turm trägt einen Spitzgiebelhelm, das Turmerdgeschoß hat im Norden und Süden spitzbogige gekehlte Eingänge. An der Westfront und am Turm befinden sich Nischen mit barocken Figuren Maria mit Kind und den Heiligen Georg und Martin.
Das Kircheninnere zeigt im Turmerdgeschoß ein Sternrippengewölbe auf Konsolen und einen Abgang mit fünf Stufen durch einen spitzbogigen gekehlten Eingang in das Langhaus. Das einschiffige vierjochige Langhaus unter einer Stichkappentonne ist mit durch Rundbögen miteinander verbundenen Wandpfeilern mit Pilastervorlagen gegliedert, ausgenommen das vierte Joch mit flachen rundbogigen Nischen. Die Westempore hat zwei Brüstungen. Der ehemals spitzbogige Triumphbogen wurde barock gerundet. Der dreijochige Chor mit einem Dreiachtelschluss hat eine Wandpfeilergliederung, die Rippen des ehemaligen gotischen Netzrippengewölbes sind abgeschlagen, hinter dem Hochaltar sind noch Reste der gotischen Runddienste mit Basis und Kapitell erhalten. Im ersten Chorjoch gibt es einen geschwungenen Balkon.
Die Deckenfresken im Langhaus schuf Toni Kirchmayr 1942. Die Fresken im Chor schuf Thomas Valtiner 1781. Die Darstellungen zeigen Mariä Himmelfahrt, Dreifaltigkeit, die Heiligen Barbara und Rupert und das Wappen des Erzbischofs Hieronymus Colloredo und die Vier Evangelisten.

## Einrichtung
Der Hochaltar aus dem vierten Viertel des 18. Jahrhunderts zeigt das Altarblatt Anbetung der Könige von Franz Streicher 1787, die Figuren über den Opfergangsportalen zeigen die Heiligen Johannes Evangelist und Andreas, im Aufsatz des Altares die Figuren Dreifaltigkeit und die Heiligen Jakob und Martin. Der Tabernakel entstand um 1770.
Der achteckige Taufstein mit 1497 trägt eine Figurengruppe Taufe Christi von Veit Pfaffinger 1731. Ein Kruzifix um 1520, Sebastian Loscher zugeschrieben, ist in Verwahrung.
Es gibt Glocken von Andreas Gartner 1708 und Johann Georg Eisenberger 1709.

## Grabdenkmäler
Es gibt Grabsteine aus dem 17. und 18. Jahrhundert.
- mit Familienwappen zu Franz Carl Grimming 1608
- mit Putto auf Wappenstein gestützt zu Franz Ludwig Grimming 1654
- Es gibt ein Epitaph aus Holz zu Bartholomäus Wennghofer 1658.